# 溝口怜冴
溝口 怜冴（みぞぐち れいご、2005年11月23日 - ）は、日本の子役。スマイルモンキー所属。
身長175 cm。趣味は読書　Mrs. GREEN APPLEのファンでもある。
インラインスケート、歌唱、折り紙。特技は剣道、パントマイム。

## 出演作品

### テレビドラマ
- 名前をなくした女神 第1・2話（2011年） - 深沢翔 役 ※デビュー作[2]
- 花ざかりの君たちへ〜イケメン☆パラダイス〜2011 第4話（2011年） - 男の子 役
- ドラゴン青年団（2012年） - カズキ（幼少期） 役
- 負けて、勝つ 〜戦後を創った男・吉田茂〜 第1話（2012年） - 細川護煕 役
- 最も遠い銀河（2013年） - 桐生晴之（幼少期） 役
- Dinner 第8話（2013年） - 木村数馬（幼少期） 役
- 鴨、京都へ行く。-老舗旅館の女将日記-（2013年） - サトル 役
- お天気お姉さん 第9話（2013年） - 少年 役
- ウルトラマンギンガS 第10話（2014年） - 幼いショウ 役

### テレビ番組
- 爆笑 大日本アカン警察SP（2012年）
- 予告編ビギンズ（2013年）
- ママモコモてれび（2013年 - 2014年）
- リンカーン 芸人大運動会（2014年 - ） - アナウンス
- 中居正広の金曜日のスマイルたちへ 中村獅童編（2015年） - 市川海老蔵（幼少期） 役

### 映画
- NINJA & SOLDIER（2012年、アニメ映画） - 日本の少年 役
- かぐや姫の物語（2013年、アニメ映画） - 少年 役
- 神様のカルテ2（2014年） - 楓 役
- 奇妙な恋の物語 Episode2「恋するエスパー」（2014年） - 健 役
- 珍遊記（2016年）

### CM
- ピープル 熱中知育ボックス（2009年）
- ピープル おふろで変身シリーズ（2009年）
- 伊藤ハム（2012年）
- 日本マクドナルド ハッピーセット トランスフォーマー（2013年）
- 資生堂（2013年）
- パイロットインキ まほうのおすしやさん（2013年）
- 第一生命保険（2013年）
- ダイハツ工業（2014年）
- 理研ビタミン ごちそうマジック（2014年）
- 東芝（2014年）
- 日本マクドナルド ハッピーセット 妖怪ウォッチ（2014年）
- JR東日本（2014年）
- ネクスト（2015年）
- アース製薬（2015年）

### VP
- ダンロップ エナセーブEC203 タイヤ先生の特別授業（2014年）

### スチール
- フォルクスワーゲン ミニバンフェア広告（2012年）
- 小学館 小学二年生2012年2月号（2012年）
- 学研 MODE SUPER HEROES（2013年）
- 日本コカ・コーラ GEOキャンペーン（2014年）

### Web
- 大京グループ 50周年特別企画 ALBUMS（2014年）
- ベネッセコーポレーション BenePa ニガテ集中攻略シリーズ（2015年）
- 東京水道サービス 水の道を行く（2015年）
- プリズン･オフィサー 第4話（2015年） - 四谷信一郎（幼少期） 役